# Cironiscus dahli
Cironiscus dahli är en kräftdjursart som beskrevs av Nielsen 1967. Cironiscus dahli ingår i släktet Cironiscus och familjen Cabiropidae.
Artens utbredningsområde är havet utanför Norge. Inga underarter finns listade i Catalogue of Life.